# Buddy Lester
Buddy Lester, nato William Goldberg (Chicago, 16 gennaio 1915 – Van Nuys, 4 ottobre 2002), è stato un attore statunitense.

## Filmografia parziale

### Cinema
- Colpo grosso (Ocean's 11), regia di Lewis Milestone (1960)
- L'idolo delle donne (The Ladies Man), regia di Jerry Lewis (1961)
- Tre contro tutti (Sergeants 3), regia di John Sturges (1962)
- Le folli notti del dottor Jerryll (The Nutty Professor), regia di Jerry Lewis (1963)
- Jerry 8¾ (The Patsy), regia di Jerry Lewis (1964)
- 3 sul divano (Three on a Couch), regia di Jerry Lewis (1966)
- Il ciarlatano (The Big Mouth), regia di Jerry Lewis (1967)
- Hollywood Party (The Party), regia di Blake Edwards (1968)
- Bentornato, picchiatello! (Hardly Working), regia di Jerry Lewis (1980)
- Qua la mano picchiatello!.. (Cracking Up), regia di Jerry Lewis (1983)

### Televisione
- The New Phil Silvers Show – serie TV, 7 episodi (1963-1964)
- Dragnet 1967 – serie TV, 4 episodi (1967-1969)
- Quella strana ragazza (That Girl) – serie TV, 4 episodi (1968-1971)
- Barney Miller – serie TV, 4 episodi (1974-1977)
- Starsky & Hutch – serie TV, 2 episodi (1975-1976)

## Doppiatori italiani
Nelle versioni in italiano delle opere in cui ha recitato, Buddy Lester è stato doppiato da:
- Renato Turi in L'idolo delle donne, Jerry 8¾
- Bruno Persa ne Il ciarlatano, Hollywood Party
- Mario Mastria in Hollywood Party
- Riccardo Mantoni in Le folli notti del dottor Jerryll